# CJOI-FM

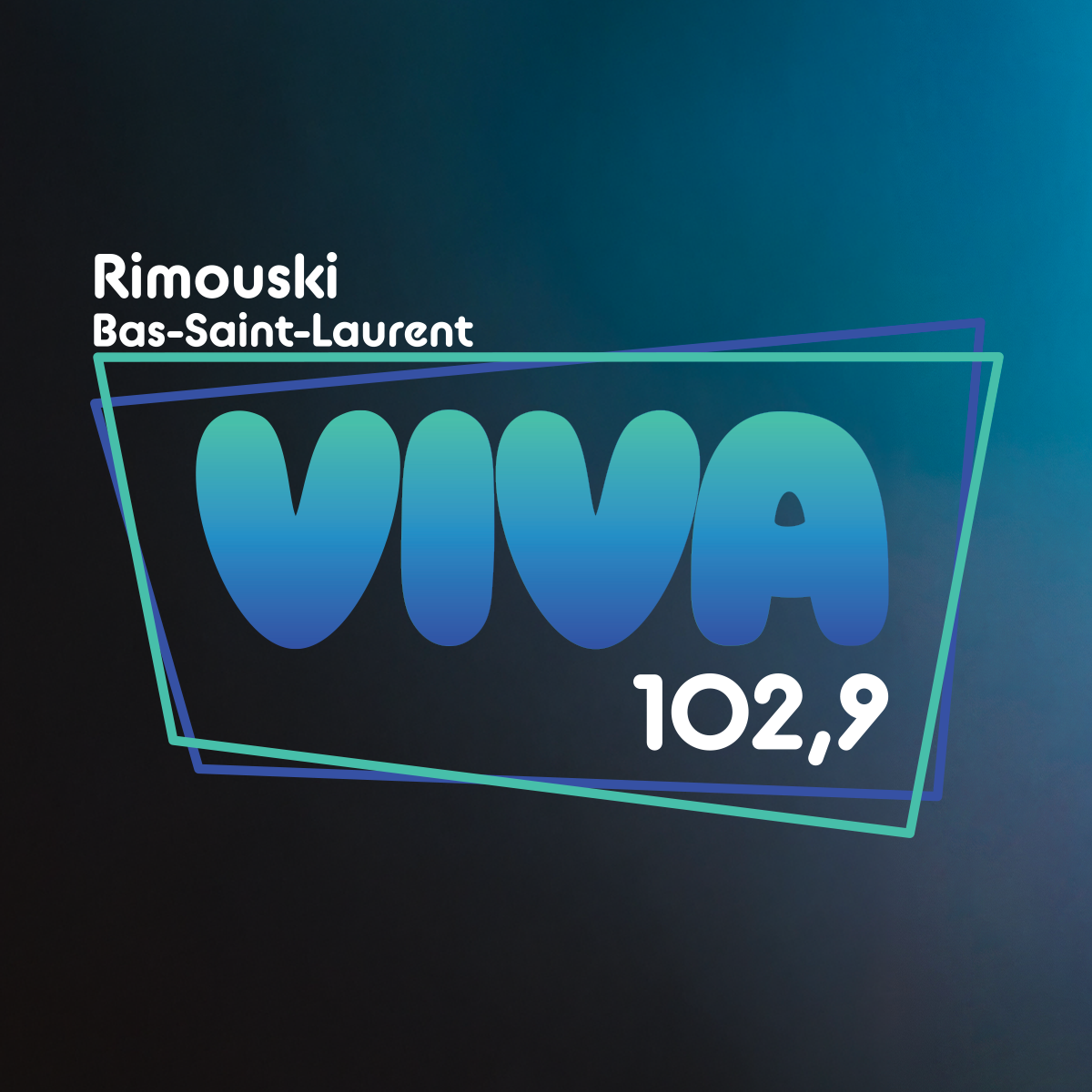

CJOI-FM, aussi connue sous le nom de Viva 102,9 Rimouski (anciennement Rouge FM 102,9), est une station de radio québécoise située dans la ville de Rimouski diffusant à la fréquence 102,9 MHz sur la bande FM avec une puissance de 33 600 watts. Elle appartient à Arsenal Media et affiliée au réseau Viva.

## Historique
En 1977, André Lecomte, qui était associé depuis plusieurs années avec CJBR 900, a été autorisé à exploiter une nouvelle station à Rimouski, sur la fréquence AM à 1 000 kHz, avec une puissance à 10 000 watts, de jour comme de nuit. Le 21 mai 1978, la Compagnie de Radiodiffusion Rimouski Ltée. a ouvert CFLP 1000. La station avait quatre tours de diffusion, directionnelles la nuit, pour protéger les diverses autres stations sur cette fréquence. 
À partir de 1979, CFLP est affiliée au réseau Télémédia de CKAC 730.
Le 14 février 1988, une station-sœur sur la bande FM, CIKI 98,7 est ouverte, également située à Rimouski. En 1989, La Compagnie de Radiodiffusion Rimouski Ltée. est devenue une affiliée du nouveau groupe Diffusion Power, également propriétaire de CFVM 1220 Amqui, CKSM 1220 Shawinigan, CJDM 92,1 Drummondville et CFZZ 104,1 Saint-Jean-sur-Richelieu.
Le 10 mai 1996, CFLP a appliqué auprès du CRTC pour convertir la station sur la bande FM à la fréquence 102,9 MHz avec une puissance de 33 600 watts, ce qui a été refusé le 7 décembre de cette même année.
En 2000, toutes les stations de Diffusion Power, incluant CFLP, sont vendues à Corus Entertainment Inc. Le 28 avril 2000, le CRTC accepte la conversion de CFLP sur la bande FM à la fréquence 102,9 MHz avec une puissance de 33 600 watts. Le 22 octobre de la même année, CFLP passe enfin à la bande FM et devient CJOI 102,9 Émotion Rock. Le signal de CFLP 1000 a quitté les ondes pour toujours le 31 décembre.
Le 21 juillet 2005, le CRTC approuve la demande de Corus d'échanger ses stations, incluant CJOI, avec les stations CFOM-FM Lévis et celles du réseau Radiomédia d'Astral Media pour la somme de 11 millions de dollars. CJOI a rejoint le réseau RockDétente la même année.
Le 18 août 2011, le réseau RockDétente change de nom et devient Rouge FM.

### Bell Média
Le 16 mars 2012, Bell Canada (BCE) annonce son intention de faire l'acquisition d'Astral Média, incluant le réseau Rouge FM, pour 3,38 milliards de dollars. La transaction a été refusée par le CRTC. Bell Canada a alors déposé une nouvelle demande le 4 mars 2013, qui a été approuvée le 27 juin 2013.

### Arsenal Media
Le 8 février 2024, Bell Média annonce la vente de CJOI et CIKI-FM à Arsenal Media. Arsenal a l'intention de désaffilier CJOI, qui rejoindra son réseau Plaisir (devenu Viva en 2025), disponible à Matane. La transaction est approuvée le 11 mars 2025 et rejoint le réseau Viva le 22 avril 2025.

### Identité visuelle (logo)

Logo de Rock Détente de 2005 au 18 août 2011.
Logo de Rouge FM du 18 août 2011 au 14 août 2017.
Logo de Rouge du 14 août 2017 au 21 avril 2025.

## Programmation
La programmation provient de Rimouski tous les jours de la semaine de 6 h à 17 h, ainsi que les week-ends de 11 h à 16 h.
Le reste de la programmation (retour à la maison, soirs et nuits) provient du réseau Viva.

## Animateurs
- Jerry Castonguay, (La gang du matin)
- Isabelle Fortin, (La gang du matin)
- Danaée Thériault, (La gang du matin, Rouge au travail)
- Katie Ratté (Vos hits du weekend)